# محمدحسین خداپرست
 محمدحسین خداپرست  (زادهٔ ۶ خرداد ۱۳۱۷ – درگذشتهٔ ۶ فروردین ۱۴۰۰) بازیکن فوتبال ایران بود.
وی سابقه یک بازی ملی نیز در کارنامه دارد که در بازی‌های المپیک تابستانی ۱۹۶۴ توکیو در مقابل تیم ملی فوتبال آلمان شرقی انجام داد.